# Donje Prekaze
Prekaz i Poshtëm en albanais et Donje Prekaze en serbe latin (en serbe cyrillique : Доње Преказе) est une localité du Kosovo située dans la commune/municipalité de Skenderaj/Srbica et dans le district de Mitrovicë/Kosovska Mitrovica. Selon le recensement kosovar de 2011, elle compte 1 091 habitants, dont 1 089 Albanais.

## Démographie

### Évolution historique de la population dans la localité
| 1948 | 1953 | 1961 | 1971 | 1981  | 1991  | 2011  |
| ---- | ---- | ---- | ---- | ----- | ----- | ----- |
| 623  | 685  | 767  | 935  | 1 177 | 1 348 | 1 091 |

|  |